# 点描の唄
「点描の唄 (feat. 井上苑子)」（てんびょうのうた フィーチャリング いのうえそのこ）は、日本のロックバンド・Mrs. GREEN APPLEの楽曲。7thシングル「青と夏」のカップリング曲である。
自身2曲目の8億回再生を突破しており、A面楽曲「青と夏」と共に莫大な人気を得ている。

## 背景とリリース
当楽曲は映画『青夏 きみに恋した30日』の挿入歌として書き下ろされた。井上苑子をフィーチャリングに招いており、フィーチャリングを招いたのは前作『Love me, Love you』のカップリング曲「Log (feat. 坂口有望)」以来となる。
4th Full Album『Attitude』をiTunesで購入すると「点描の唄（Live Version）」の音源と映像をダウンロードすることができた。
『5 -Instrumentals-』にはボーナストラックとして「点描の唄 (Instrumental)」が収録されている。

## チャート成績
2020年12月26日、「青と夏」「インフェルノ」に続き自身3曲目のストリーミング累計1億回再生を突破した。2024年12月発表のBillboard JAPAN総再生回数ランキングでは16位となっていた。

### 認定と売上
|                                | 認定 (RIAJ)  | 売上/再生回数      |
| ------------------------------ | ------------ | ------------------ |
| ダウンロード                   | ゴールド     | 100,000DL          |
| ストリーミング                 | ダイヤモンド | 800,000,000 回再生 |
| *認定のみに基づく売上/再生回数 |              |                    |

## ライブ映像
2020年12月24日、ストリーミング総再生数1億回を記念し公開されたOfficial Live Lyric Videoは現在7000万回再生を突破している。
2024年8月6日にはスタジアムツアー『ゼンジン未到とヴェルトラウム 〜銘銘編〜』より、当楽曲のライブ映像が公開された。

## テレビ披露
| 番組名                              | 放送局        | 出演日        | 備考                                                    |
| ----------------------------------- | ------------- | ------------- | ------------------------------------------------------- |
| COUNT DOWN TV                       | TBSテレビ系列 | 2018年8月4日  | 「青と夏」「点描の唄（feat.井上苑子）」披露             |
| CDTVライブ!ライブ!夏フェス4時間半SP | TBSテレビ系列 | 2024年8月19日 | 「familie」「アポロドロス」「点描の唄」フルサイズ初披露 |

## タイアップ
- 映画『青夏 きみに恋した30日』挿入歌
- ABEMA『今日、好きになりました。春桜編〜卒業編2022』挿入歌

## カバー

### 井上苑子のカバー
「点描の唄（ソロver.）」は日本のシンガーソングライター・井上苑子の楽曲。2019年5月29日にリリースされた『白と色イロ』の収録曲で、2019年5月15日に先行配信された。リリース日にはミュージックビデオも公開された。
歌唱する際、＜私＞と＜僕＞で声の表現を変えすぎても違和感が出てしまうと感じ、少しだけ自分のなかで気持ちの違いを持ってみる事にしたと語っている。

### その他
| アーティスト   | リリース日     | 収録アルバム                                                        | 備考                        |
| -------------- | -------------- | ------------------------------------------------------------------- | --------------------------- |
| Day and Night  | 2021年2月3日   | 『Day and Night Covers～Twilight～』                                | 7曲目(最後)に収録           |
| オサム         | 2021年10月5日  | 「点描の唄(カバー)」                                                |                             |
| CocoTsuki      | 2022年5月14日  | 『Reincarnation』                                                   | 11曲目に収録                |
| カナリア       | 2022年8月13日  | 「点描の唄」                                                        |                             |
| 隅谷百花       | 2022年12月21日 | 『Love Genic / Bye-Bye-Bye』                                        | アルバム通常盤のみに収録    |
| いをくん！×7時 | 2024年9月27日  | 「点描の唄(Cover)」                                                 |                             |
| 石崎ひゅーい   | 2024年11月27日 | 『night milk』                                                      | MUSIC STATIONで披露された。 |
| NIYARI計画     | 2025年3月26日  | 「点描の唄 映画「青夏 きみに恋した30日」 ORIGINAL COVER INST Ver.」 |                             |
| Migzu          | 2025年4月30日  | 「点描の唄」                                                        |                             |